# 歐弗蘭德斯橋
歐弗蘭德斯橋（英文：Overlanders Bridge）又暱稱為藍橋（Blue Bridge），為一位於加拿大英屬哥倫比亞省甘露市，橫跨湯普森河並連絡甘露北岸地區和甘露市區、密遜平原的橋樑。橋樑路段共有四線道，乘載道路為北岸地區主要幹道之福爾春道（Fortune Dr.），橋樑亦可連接北岸地區特蘭奎爾路；南側則接上市區主幹道維多利亞街和西摩街。因橋面和人行步道磨損嚴重，甘露市政府也於2015年進行全面更新。

## 命名由來
歐弗蘭德斯橋最早命名來自於甘露日報舉辦的橋樑命名徵選，由瓊·萊恩斯(Joan Lyons)投稿。此名稱是為紀念1862年哈德遜灣公司從曼尼托巴省加里堡（英語：Fort Garry）陸路行旅至甘露貿易和開發的先驅者。之前此橋常被誤稱為「Overlander」，之後於正式官方文件公布後才更正回「Overlanders」。

## 資料來源
1. ↑  .   [2022-01-21]. （原始内容存档于2022-04-18）.
2. ↑   (PDF). City of Kamloops.   [29 July 2017]. （原始内容 (PDF)存档于2017-07-20）.
3. ↑  Google Inc.  (地图). Google Inc. 20 July 2017  [20 July 2017].
4. ↑  . North Shore Business Improvement Association.   [2021-11-06]. （原始内容存档于2022-04-18）.
5. ↑  . Kamloops This Week.   [2021-11-06]. （原始内容存档于2021-11-09）.

50°40′52″N 120°21′01″W / 50.6812°N 120.35024°W